# فيسنتي باسكال
فيسنتي باسكال كولادو (بالإسبانية: Vicente Pascual) (من مواليد 31 أغسطس 1986 في أراغنتي، أراغون) هو لاعب كرة قدم إسباني، يلعب لنادي سارينينا في مركز خط الوسط.

## وصلات خارجية
- BDFutbol profile
- Futbolme profile (بالإسبانية)